# Knoldebro
Knoldebrolægning, knoldebro eller naturstensbelægning er en belægning med uforarbejdede natursten. Under og mellem naturstenene er typisk sand eller grus.
Naturstenene kan i størrelse være fra en knyttet næve (piksten eller pigsten med en størrelse på ca. 8-16 cm). Mindre natursten end piksten alene vil ikke give en stabil belægning. Større natursten kaldes marksten (fx 15-35 cm) (større natursten kaldes kampesten og anvendes typisk ikke til belægning).
Knoldebro kan anvende piksten og kaldes så for pikstensbelægning eller pigstensbelægning - hvis marksten anvendes kaldes belægningen markstensbelægning.
Stenene er afrundede og gerne lidt ægformede natursten. Den fladeste side lægges opad. Stenene er uforarbejdede og bruges, som de findes i jorden. Belægninger med sten er slidstærke over for tryk, men de holder ikke til det vrid, der f.eks. fremkaldes af drejende lastbiler eller traktorer.
Fordelene ved knoldebro er stor slidstyrke, billige materialer og stor vandledningsevne - medmindre der fx anvendes cement eller mørtel mellem stenene. Herudover kan stenene genbruges. Andre fordele ved knoldebro, i forhold til en jordvej og grusvej, er at den ikke får hjulspor og huller.
Derfor bruges stensbelægning gerne på steder, hvor der kun er let trafik. For gangbesværede (om det nu skyldes alder, sygdom eller fodtøjet!) er stensbelægninger dog ikke ideelle. Hvis man vil tage hensyn til den gruppe trafikanter, må der nedlægges plane gangflader i form af fliser, trædesten eller bordursten i belægningen.
Knoldebro anvendes i dag på gårdspladser og haver.